# Liparis congesta
Liparis congesta är en orkidéart som beskrevs av Henry Nicholas Ridley. Liparis congesta ingår i släktet gulyxnen, och familjen orkidéer. Inga underarter finns listade i Catalogue of Life.